# Vraćenovići
Vraćenovići (en serbe cyrillique: Враћеновићи) est un village de l'ouest du Monténégro, dans la municipalité de Nikšić.

## Démographie

### Évolution historique de la population[1]
| 1948 | 1953 | 1961 | 1971 | 1981 | 1991 | 2003 |
| ---- | ---- | ---- | ---- | ---- | ---- | ---- |
| 115  | 109  | 120  | 110  | 76   | 67   | 61   |